# Manchewe Falls
Manchewe Falls är ett vattenfall i Malawi. Det ligger i den norra delen av landet. Manchewe Falls ligger 1 062 meter över havet.
Terrängen runt Manchewe Falls är varierad, och sluttar österut. Omgivningarna runt Manchewe Falls är huvudsakligen savann.